# جورج مارتن لان
جورج مارتن لان (بالإنجليزية: George Martin Lane)‏ هو لغوي أمريكي، ولد في 24 ديسمبر 1823 في Charlestown, Boston ‏ في الولايات المتحدة، وتوفي في 30 يونيو 1897 في كامبريدج في الولايات المتحدة.